# 인터폴 (밴드)
인터폴(Interpol)은 미국의 록 밴드이다.

## 디스코그래피

### 스튜디오 음반
- Turn on the Bright Lights (2002)
- Antics (2004)
- Our Love to Admire (2007)
- Interpol (2010)